# 李在
李在（1400年—1487年），字以政，福建莆田江口郑板村人，明代宫廷画家。

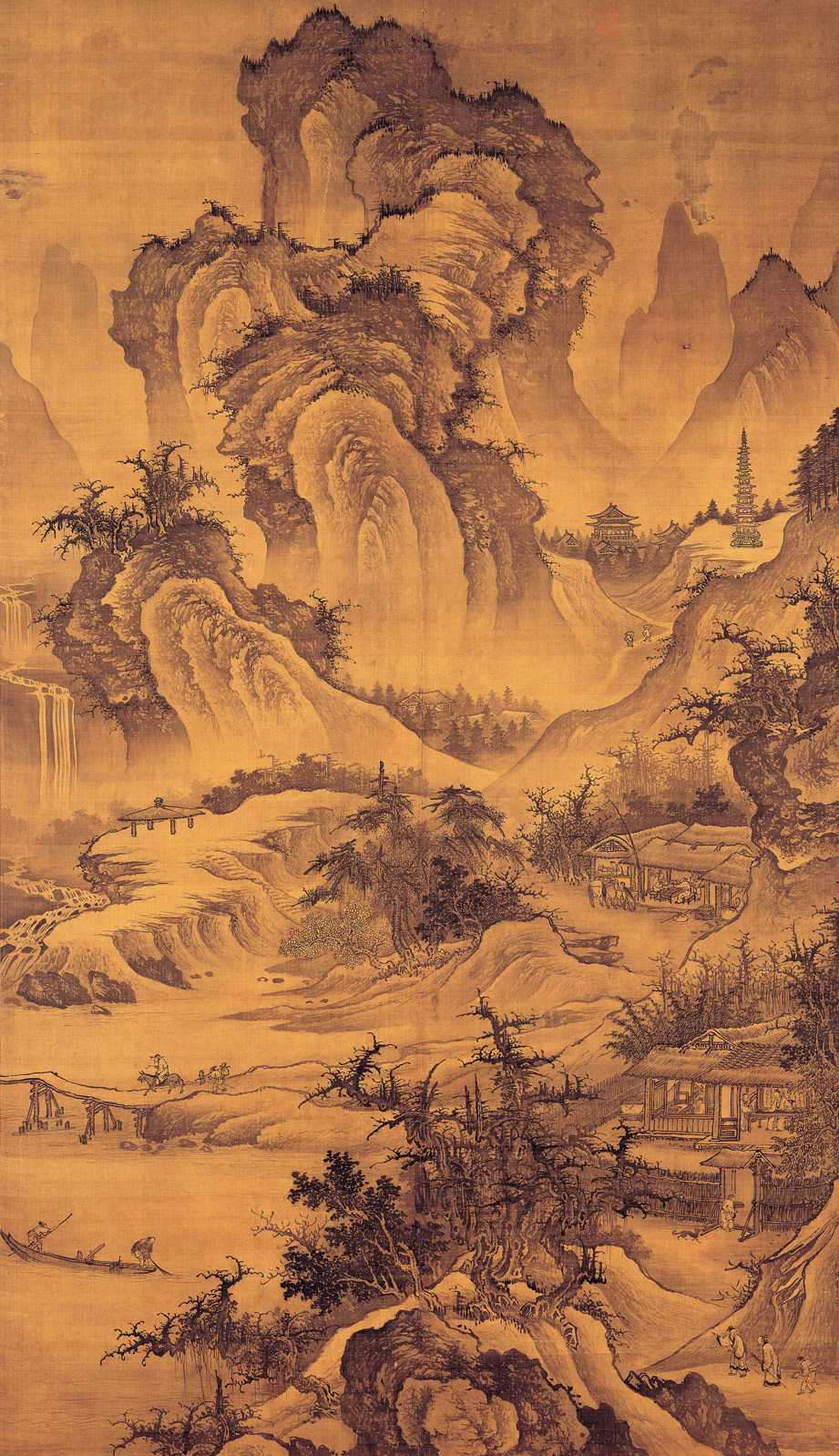
李在《山庄高逸图》

## 生平
建文二年（1400年）出生。早年就讀梅峰书院。官云南知县。擅长山水画，兼得南北宋遗风。與戴進同時期，“自戴文进以下一人而已。”宣德年間至北京，入画院。
成化四年（1468年），日本画僧雪舟随使团来到中国，曾向李在學習破墨与设色等法。因遭到妒忌，遂辭歸。《西游记》作者吴承恩对李在的画技嘆為觀止，写了长诗《二郎搜山图歌》。

## 卒年争议
據李在後代族谱《李氏世系通考》确认以及郭味蕖《宋元明清书画家年表》依孙俍工之说，将李在的卒年定在宣德六年（1431年）。这与李在于成化二十三年（1487年）卒相矛盾，此二說相距55年。日本畫僧雪舟於成化四年（1468年）來中国，如果雪舟确曾与李在切磋画艺，则李在不可能卒於1431年。李在卒年时间應是1487年。

## 作品
传世作品有《琴高乘鲤图》、《阔渚晴峰图》、《山庄高逸图》、《归去来兮图》（与马轼、夏芷合作）等。

### 画廊

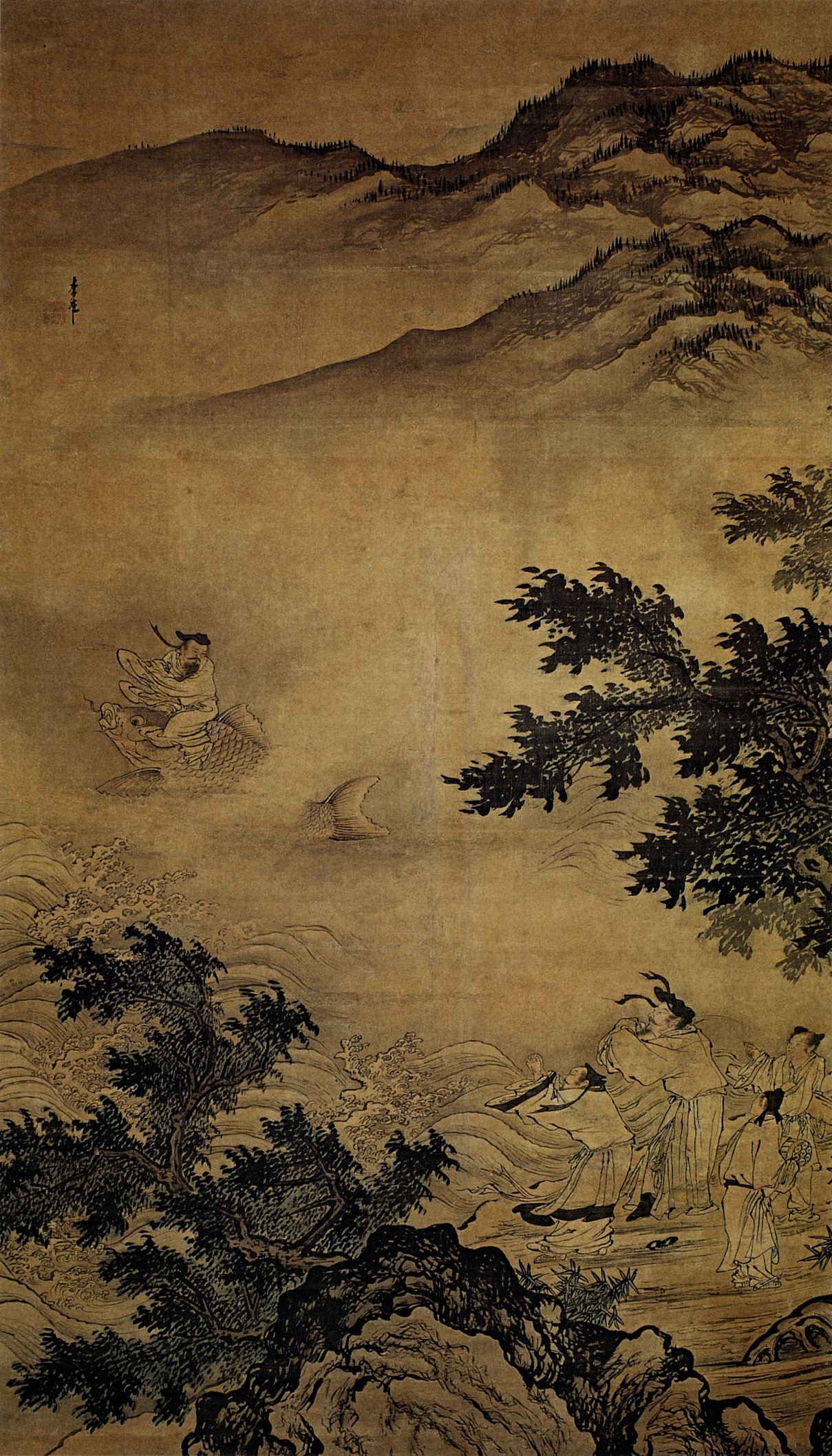
李在《琴高乘鯉圖》
李在《搜山图卷》部分
李在《搜山图卷》部分
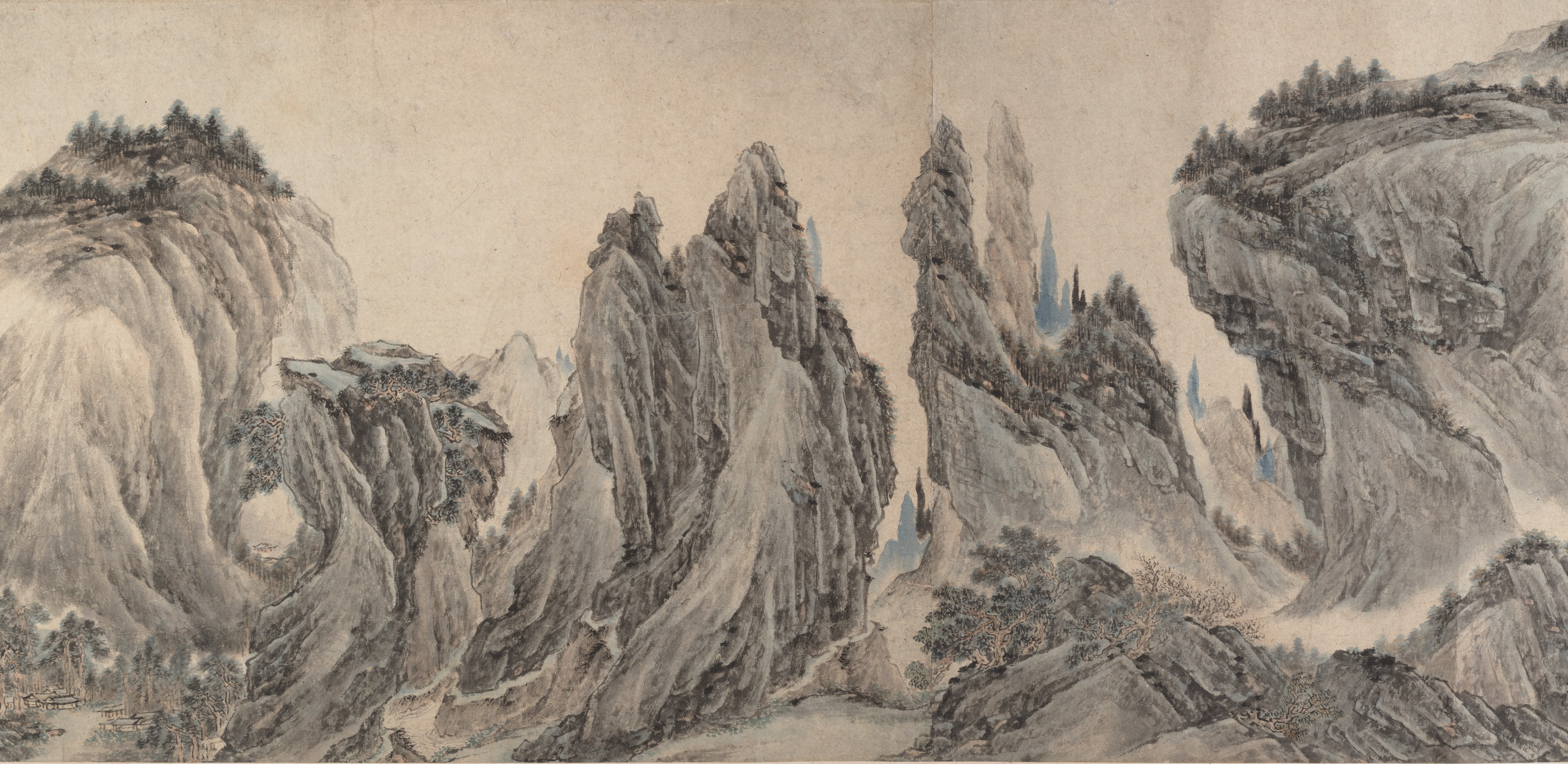
李在《董巨馬夏合風山水圖卷》部分
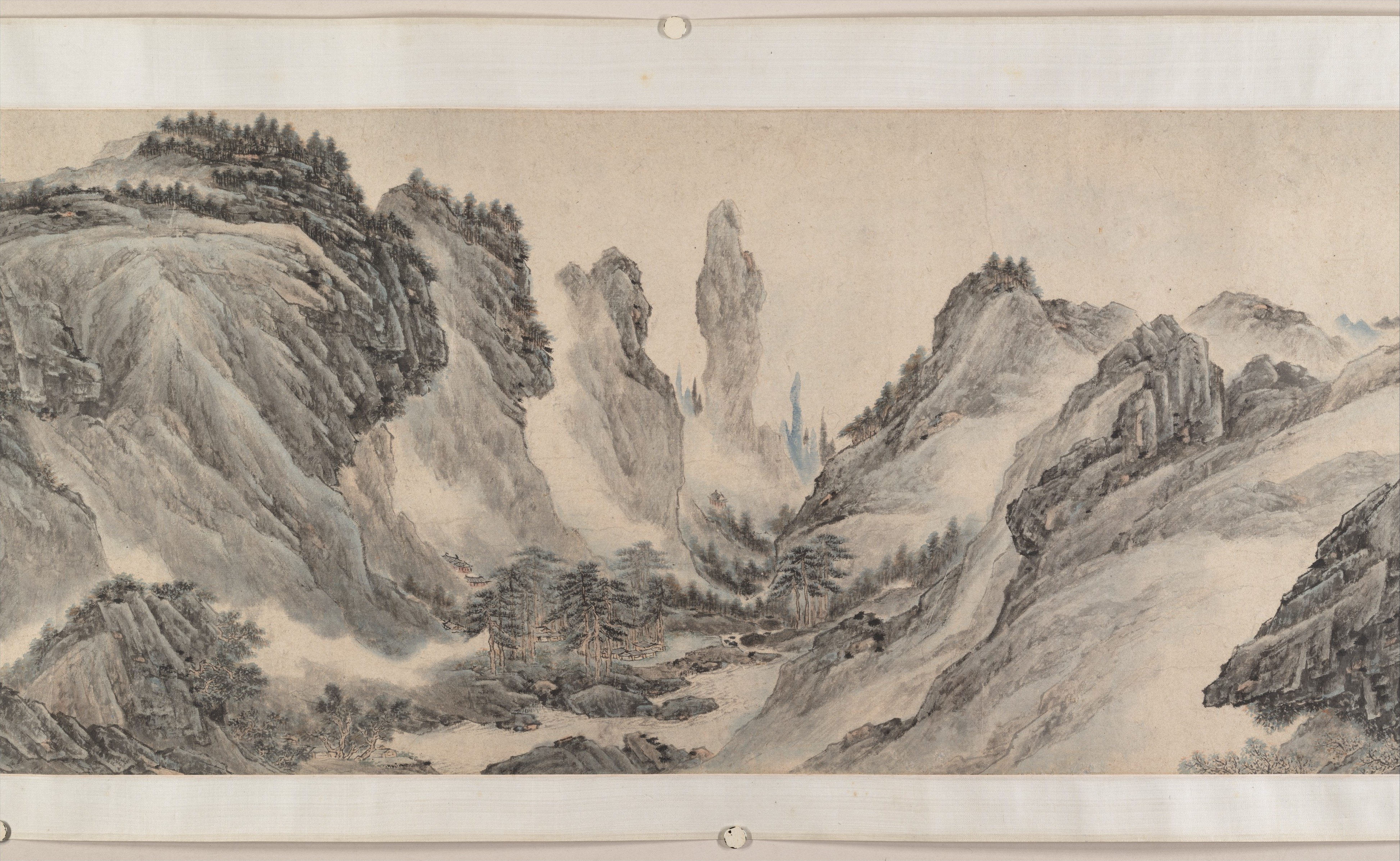
李在《董巨馬夏合風山水圖卷》部分